# Broadway (Virginia)
Broadway ist eine US-amerikanische Stadt im Rockingham County (Virginia) im Bundesstaat Virginia. Sie ist in die Harrisonburg Metropolitan Area eingegliedert. Das U.S. Census Bureau hat bei der Volkszählung 2020 eine Einwohnerzahl von 4.170 ermittelt.

## Geographie
Broadway liegt im Norden des Rockingham County am North Fork Shenandoah River und grenzt im Nordosten an die Stadt Timberville. Im Südosten liegt die Gemeinde Mayland und nördlich der Weiler Daphna. Außerdem fließt der Fluss Linville Creek durch die Stadt.

## Politik
Die Stadt wird durch ein Council Manager Government verwaltet.
| Town Manager | Town Manager | Bürgermeister von Bridgewater | Bürgermeister von Bridgewater | Bürgermeister von Bridgewater | Vize-Bürgermeister | Vize-Bürgermeister | Vize-Bürgermeister |
| Amtszeit     | Name         | Amtszeit                      | Name                          | Partei/Person                 | Amtszeit           | Name               | Partei/Person      |
| ------------ | ------------ | ----------------------------- | ----------------------------- | ----------------------------- | ------------------ | ------------------ | ------------------ |
| 2000-heute   | Kyle O’Brien | 2000–2004                     | Wanda Wilt                    | Ind.                          |                    |                    |                    |
| 2000-heute   | Kyle O’Brien | 2004–2013                     | John Franklin Long, Jr.       | Ind.                          |                    |                    |                    |
| 2000-heute   | Kyle O’Brien | 2013–2019                     | Timothy Scott Proctor         | Ind.                          | 2018–2019          | Richard E. Fulk    | Ind.               |
| 2000-heute   | Kyle O’Brien | 2019–heute                    | Timothy Scott Proctor         | Rep.                          | 2022–heute         | David Jordan       | Ind.               |

## Persönlichkeiten
- Vakhtang Jordania (1942–2005), Dirigent und Komponist, wohnte in Broadway und starb dort.